# Punisher - Zona di guerra
Punisher - Zona di guerra (Punisher: War Zone) è un film del 2008 diretto da Lexi Alexander, basato sull'omonimo personaggio dei fumetti della Marvel Comics creato da Gerry Conway e Ross Andru. In origine esistevano due versioni della sceneggiatura: una di Kurt Sutter e una di Nick Santora; lo studio scelse la versione di Santora, più fumettistica, violenta e grottesca e poi riscritta da Matt Holloway e Art Marcum. Sutter decise di rimuovere il suo nome dai credits.

## Trama
Un notiziario televisivo annuncia l'uscita di galera del boss mafioso Gaetano Cesare, mentre Frank Castle alias Punisher prepara il suo armamento. A villa Cesare, intanto, viene dato un party proprio in onore del boss. Al party arriva il nipote Billy Russotti, conosciuto come "Billy il Bello", un avido e spietato criminale. Cesare e suo nipote Billy parlano di un affare che non può andare in porto perché folle: comprare delle armi biologiche dal terrorista romeno Cristu Bulat. La chiacchierata s'interrompe bruscamente e Cesare raggiunge i suoi invitati a tavola. La cena viene interrotta dall'arrivo di Punisher, che massacra Cesare e tutti i suoi uomini; alla vista di Punisher, Billy fugge con la sua banda. Intanto fuori dalla villa sono presenti il detective imbranato Martin Soap e Saffioti; quest'ultimo si ritrova faccia a faccia con il vigilante dal teschio sull'armatura e preferisce lasciarlo andar via, auto-infliggendosi un pugno per inscenare un combattimento.
Billy e i suoi uomini, Pittsy e Ink, fanno ritorno alla base dove s'incontrano con la banda di Maginty, che si muove praticando il parkour. Intanto l'agente Miller staziona fuori dalla base. Billy rivendica del denaro sparito ma non fa in tempo a risolvere il problema che Punisher arriva alla base. Russotti si scontra con Punisher e quest'ultimo lo spinge all'interno di un enorme macchinario per la distruzione delle bottiglie di vetro; quando Punisher l'aziona, Billy inizia ad urlare e il suo volto lentamente a sfigurarsi. Dopo di che Punisher è costretto a fuggire per l'arrivo della polizia e scopre che nella sparatoria ha ucciso anche un infiltrato, un poliziotto di nome Nicky Donatelli. Punisher inizia ad essere divorato dai sensi di colpa per aver ucciso un innocente ingiustamente. Intanto alla base di Russotti la polizia scopre che Billy è sopravvissuto ma il suo volto è pieno di sangue e devastato.
Giorni dopo al cimitero di New York viene data sepoltura a Donatelli e al funerale sono presenti sua moglie Angela e la giovanissima figlia Grace, nonché il suo ex collega e partner Paul Budiansky; proprio quest'ultimo chiede al suo superiore, il capitano Ross, di poter iniziare una missione che lo porterà ad acciuffare Punisher. Intanto Castle giunge al cimitero e si reca sulla tomba della sua famiglia: attraverso dei flashback si vede come la sua famiglia sia rimasta uccisa durante un pic-nic davanti ai suoi occhi.
Al dipartimento di polizia, Budiansky entra a far parte della task force per acciuffare Punisher insieme a Martin Soap; è proprio Soap ad introdurlo nel mondo del vigilante, dicendogli di come un uomo normale come Castle sia divenuto un vigilante dopo il massacro della sua famiglia. Intanto, nel suo loft situato all'interno della metropolitana, Castle confida a Linus Lieberman alias Micro, un hacker di professione e fornitore di armi, che è stato lui ad uccidere Donatelli e ora si sente responsabile. Nel frattempo Russotti si è fatto ricostruire il volto da un chirurgo e lo ha pieno di cuciture: è per questo che Russotti prenderà il suo soprannome "Puzzle" (nei fumetti "Mosaico"). Dopo aver ucciso il suo chirurgo, Puzzle decide di vendicarsi di Punisher.
Frank inizia a seguire la famiglia Donatelli a causa dei suoi molteplici sensi di colpa e a comprendere il loro dolore, simile al suo. Intanto Billy e la sua banda arrivano all'ospedale psichiatrico della città dove si trova suo fratello, il pazzoide conosciuto come "Jimmy il Matto" (in lingua originale "LBJ", sigla di "Loony Bin Jim"). Jimmy il Matto si vendica della sua prigionia uccidendo e cannibalizzando il suo custode, dopo di che la banda fugge. Frank, nel frattempo, decide di recarsi a casa Donatelli e consegnare loro una cospicua somma di denaro per farsi perdonare. Qui fa amicizia e si lega con la giovane Grace nella quale rivede sua figlia; l'arrivo di Angela interrompe l'idilliaco momento e Frank va via.
Billy ed i suoi uomini arrivano in uno degli alberghi dei sua proprietà e qui Jimmy il Matto decide di rompere tutti gli specchi per impedire che suo fratello possa specchiarsi e soffrire nuovamente alla visione del suo volto. Qui avviene l'incontro con il terrorista Cristu Bulat per l'acquisto delle armi biologiche e, dopo un po' di spargimento di sangue, si arriva ad un compromesso. Puzzle ha bisogno del denaro che Donatelli gli portò via. Il giorno seguente Frank fa la conoscenza di Carlos, fornitore di armi e di informazioni di Micro; è quest'ultimo a fargli una soffiata sul rapporto Maginty-Jigsaw. Frank massacra la banda di Maginty e riesce a strappare a quest'ultimo un'informazione vitale: Puzzle è andato a casa Donatelli. Frank viene raggiunto da Budiansky: i due hanno un piccolo combattimento che porta all'arresto di Punisher.
Intanto Puzzle e la sua banda arrivano a casa Donatelli e si mettono in cerca del denaro. Frank convince Budiansky a fare una deviazione a casa Donatelli ma questo decide di lasciare con Soap il prigioniero. Arrivato dentro la casa, Budiansky non può far altro che gettare le pistole e sedersi accanto ad Angela e sua figlia. Punisher convince Soap a lasciarlo andare ed entra in casa: uccide Ink e Pittsy e porta in salvo Angela e sua figlia, facendole nascondere all'interno del suo loft. Budiansky e Soap riescono, invece, a catturare Puzzle e suo fratello Jimmy.
Al dipartimento di polizia, Jigsaw e LBJ patteggiano con la polizia e fanno catturare Cristu Bulat. Ottengono così la libertà e delle informazioni riservate dall'agente Miller riguardo Micro. Carlos arriva nel loft di Punisher e lo avverte del rapimento di Micro; Punisher esce e va a controllare a casa del suo amico. Proprio sfruttando questo momento, Jimmy il Matto fa il suo ingresso nel loft del vigilante e ferisce gravemente Carlos colpendolo più volte con l'ascia e rapendo Grace e Angela. Quando torna, Castle trova l'orribile spettacolo e sotto richiesta dello stesso Carlos mette fine alla sua agonia uccidendolo. Puzzle e Jimmy arrivano al Bradstreet Hotel dove hanno portato sia Micro che Grace e Angela: il loro piano è uccidere Punisher, e per farlo chiamano a raccolta tutti i criminali della città.
Recatosi in chiesa Castle viene raggiunto da Budiansky, a cui comunica del piano di Puzzle. I due decidono di allearsi. Per facilitare le cose, Budiansky e Soap si recano dal padre di Cristu Bulat, Tiberiu, e stringono un'alleanza per combattere Puzzle, il responsabile della cattura del figlio. Tiberiu porta i suoi uomini al Bradstreet Hotel convincendo i criminali all'interno di essere lì per l'affare "Punisher". Quando sono all'interno, gli uomini di Tiberiu iniziano a sparare all'impazzata ai criminali già all'interno aiutando così l'arrivo di Castle.
Punisher entra, così, all'interno del Bradstreet Hotel e fa piazza pulita dei criminali rimasti. Il vigilante viene raggiunto da Jimmy il Matto e i due ingaggiano una lotta senza esclusione di colpi. Proprio quando sta per dargli il colpo di grazia, Jimmy riesce a fuggire e a raggiungere suo fratello Puzzle. Jimmy punta la pistola contro Grace mentre Puzzle contro Micro: ora Punisher dovrà decidere se uccidere la piccola Grace oppure il suo amico Micro. Puzzle lo costringe a prendere una decisione e, convinto dallo stesso Micro, Punisher decide di uccidere il suo aiutante. Ma, con un colpo improvviso, Punisher spara e uccide Jimmy il Matto e nello stesso momento Puzzle spara e uccide Micro. Punisher libera Grace e Angela e le fa uscire, dopodiché si confronta con Jigsaw. Dopo uno scontro spietato e violento, Punisher infilza con un bastone Puzzle e lo lascia bruciare.
Grace e Angela sono prese in custodia da Budiansky e Punisher è allontanato da Soap. Mentre Soap gli parla di "riabilitazione", il vigilante scompare nel vuoto ma ricompare quando deve salvare il detective da un malintenzionato, sparandogli in testa e provocando in Soap la battuta «Oh no, ho tutti i pezzi di cervello addosso».

## Personaggi
- Ray Stevenson è Frank Castle/Punisher: un ex marine a cui sono stati uccisi moglie e figli durante un regolamento di conti tra mafiosi. Da quel giorno è uno spietato vigilante.
- Dominic West è Billy "Il Bello" Russotti/Puzzle: un boss della malavita, sfigurato orribilmente da "Punisher". Inizialmente per il ruolo fu considerato l'attore Paddy Considine.
- Julie Benz è Angela Donatelli: moglie dell'agente di polizia Nicky Donatelli.
- Wayne Knight è Linus Lieberman/Microchip: rifornitore di armi e aiutante di Punisher.
- Colin Salmon è Paul Budiansky: agente di polizia determinato nella cattura del vigilante.
- Doug Hutchison è James Russotti/Jimmy il Matto: il fratello psicopatico e cannibale di Puzzle.
- Dash Mihok è Martin Soap: detective sfigato alla guida della task force contro il Punisher.
- Stephanie Janusauskas è Grace Donatelli: la figlia di Angela Donatelli.
- Mark Camacho è Pittsy: braccio destro di Puzzle.
- Keram Malicki-Sánchez è Ink: figlio di Pittsy.
- David Vadim è Cristu Bulat: socio in affari di Puzzle.
- Carlos Gonzalez-vlo è Carlos: ex criminale aiutante di Punisher.
- T. J. Storm è Maginty: alleato di Puzzle, pratica il parkour.
- Larry Day è Miller: agente di polizia.
- Ron Lea è Ross: capitano di polizia.
- Aubert Pallascio è Tiberiu Bulat: padre di Cristu.
- Romano Orzari è Nicky Donatelli: agente sotto copertura ucciso per errore da Punisher.

## Produzione
La pellicola è un reboot totale della saga del Punitore, che non ha né continuità e né prende in considerazione il precedente film del 2004 The Punisher, riazzerando la storia e dandone una versione più fedele del fumetto. Non a caso la pellicola è ambientata a New York, come nei fumetti, e ha in comune con essi molti personaggi realmente apparsi nelle saghe fumettistiche.
Dato che il film è un reboot del franchise, anche l'interprete è diverso rispetto al film del 2004:  al posto di Thomas Jane nei panni di Frank Castle c'è Ray Stevenson, il cui look ricorda i disegni del copertinista Tim Bradstreet (il cui cognome dà il nome all'hotel in cui avviene lo scontro finale). Tuttavia, anche se non è un seguito ma un nuovo inizio le origini del personaggio non vengono rinarrate estesamente: si fa un piccolo cenno al massacro della famiglia di Castle, avvenuto a Central Park, in cui sono stati uccisi la moglie, il figlio e la figlia.
Nonostante i modesti incassi ai botteghini del film The Punisher del 2004, la Lions Gate Entertainment mise in cantiere un seguito chiamato The Punisher 2 basato sulle buone vendite del DVD. Il regista Jonathan Hensleigh si disse pronto a tornare, mentre Thomas Jane dichiarò che la nemesi del film sarebbe stato Mosaico. Jonathan Hensleigh scrisse la sceneggiatura ma il progetto fu rimandato per tre anni. John Dahl fu approcciato per la regia del seguito ma, non amando lo script, decise di rinunciare. Successivamente Thomas Jane abbandonò il progetto, costringendo lo studio a riavviare il franchise con nuovi attori e nuovo regista.
Il nuovo film è stato diretto da Lexi Alexander ed è stato scritto da Nick Santora, Mark Holloway e Art Marcum. Le riprese si sono ufficialmente svolte tra il 22 ottobre e il 14 dicembre 2007 in Canada.
Il 1º ottobre 2008 la Motion Picture Association of America ha annunciato la classificazione "R" per questo film con la motivazione «For pervasive strong brutal violence, language and some drug use».

## Colonna sonora

### Punisher: War Zone Original Motion Picture Soundtrack
La colonna sonora del film è stata pubblicata il 25 novembre 2008 dall'etichetta Lionsgate Records.

#### Tracce
1. War Zone – 3:52 (musica: Rob Zombie)
2. Final Six – 4:09 (musica: Slayer)
3. Psychosocial – 4:44 (musica: Slipknot)
4. Historia Calamitatum – 3:23 (musica: Rise Against)
5. Fallen – 4:17 (musica: Seether)
6. Bulletproof – 5:02 (musica: Kerli)
7. Take Me Away – 3:20 (musica: 7 Days Away)
8. The Past Is Proof – 3:36 (musica: Senses Fail)
9. Butterfly Wings – 3:39 (musica: Machines of Loving Grace)
10. Genesis – 3:56 (musica: Justice)
11. Showdown – 5:27 (musica: Pendulum)
12. Refuse – 3:10 (musica: Hatebreed)
13. Lunatic – 3:36 (musica: Static-X)
14. Days of Revenge – 3:30 (musica: Ramallah)

### Punisher: War Zone Original Motion Picture Score
Lo score del film, invece, è stato composto da Michael Wandmacher ed è uscito il 14 dicembre 2008.

#### Tracce
Musiche di Michael Wandmacher.
1. Main Titles – 3:03
2. Lights On! – 1:10
3. The Burden – 2:16
4. Rich in Mercy – 1:05
5. Death of the Loved – 1:25
6. Infiltrate and Destroy – 2:49
7. This Is Ground Zero – 2:10
8. A Pretty Face – 2:21
9. The Russians – 3:10
10. A Call to Arms – 1:16
11. Safe Harbor – 1:26
12. A Wish for Death – 2:53
13. Freeze! – 1:09
14. Two Berettas – 2:00
15. I Want My Applesauce Back – 2:37
16. Held Hostage – 3:19
17. Joyful Mayhem – 2:55
18. Let the Games Begin – 4:24
19. LBJ – 1:46
20. Let Me Put You Out of Your Misery – 4:11
21. Aftermath – 1:33

## Promozione
Il primo teaser trailer ha debuttato il 12 giugno 2008; il trailer, della durata di poco più di un minuto, mostra alcune sequenze di azione con Stevenson nei panni di Punisher e la nemesi del film, Jigsaw, interpretato da West.
Il 24 luglio 2008 ha debuttato alla San Diego Comic-Con International uno speciale "Red Band Trailer" violento (ossia un trailer vietato minori); questo trailer speciale è stato poi messo on line dal sito IGN. Il secondo trailer ufficiale, invece, è stato presentato in anteprima dal sito Spike.com lo stesso giorno e si concentra molto di più sulle origini del nemico Puzzle.

## Distribuzione
La Lions Gate ha fatto uscire il film negli Stati Uniti d'America  il 5 dicembre 2008, registrando un basso incasso al botteghino.
In Italia doveva essere distribuito dalla Sony Pictures il 3 aprile 2009; successivamente la Sony ha comunicato di aver annullato la data di uscita italiana, optando per la distribuzione direttamente in DVD, avvenuta ufficialmente il 7 ottobre 2009.
Il film ha esordito nelle sale con il logo Marvel Knights, una sottoetichetta dei Marvel Studios, ed è stato classificato con la "R" (vietato ai minori di 17 anni non accompagnati) per via della brutale violenza contenuta nella pellicola; non a caso nella pellicola si contano più di ottanta cadaveri.

### Edizioni home video
Il DVD e il Blu Ray del film sono usciti in Italia il 7 ottobre 2009. Distribuito dalla Sony Pictures, il film è stato presentato sul mercato con i seguenti contenuti speciali:
- Commento audio al film della regista Lexi Alexander e del direttore della fotografia Steve Gainer;
- Making of;
- Featurette L'addestramento per Punisher: War Zone;
- Featurette Le Armi di Punisher
- Featurette Incontro con Jigsaw
- Featurette Creando il Look del Punisher
- Trailer vari.

Punisher - Zona di guerra è stato distribuito in Italia con il divieto ai minori di 14 anni.
L'edizione italiana è stata curata da Vittorio De Angelis e presenta una discrepanza di traduzione: il nome dell'antagonista principale è nella versione originale Jigsaw, che qui viene reso in italiano con Puzzle anziché con il tradizionale Mosaico.

## Collegamenti con il fumetto
- Tutti i personaggi del film (ad esclusione dei Donatelli e di Jimmy il Matto) sono ripresi dai fumetti. I personaggi di Ink e Pittsy provengono dalla serie MAX Comics The Punisher firmata da Garth Ennis; il personaggio Maginty proviene dalla saga Kitchen Irish; Cristu Bulat e suo padre provengono dalla saga The Slavers; Paul Budiansky proviene dalla saga Widowmaker.
- Soap e Budiansky nel fumetto non si incontrano mai perché appartenenti a due saghe diverse. Inoltre sono fedeli alla caratterizzazione datagli da Garth Ennis: Soap è uno strampalato detective senza spina dorsale che da informazioni riservate al Punisher essendo nella "task-force" contro Punisher. Budiansky è invece un investigatore e poliziotto brillante, ma non fa parte dell'FBI.
- La frase «Sometimes i'd like to get my hands on God» (tradotta in italiano come «Delle volte me la prendo addirittura con Dio») è tratta direttamente dal fumetto dalla saga Widowmaker.
- Carmine "Pittsy" Gazzera non è il padre di Ink nel fumetto.

## Reboot
Dopo il flop al botteghino della pellicola, i diritti del personaggio sono tornati ai Marvel Studios che, secondo le parole di Kevin Feige, sarebbero interessanti a produrre un ulteriore adattamento.